# Oedothorax savigniformis
Oedothorax savigniformis là một loài nhện trong họ Linyphiidae.
Loài này thuộc chi Oedothorax. Oedothorax savigniformis được Andrei V. Tanasevitch miêu tả năm 1998.